# しきい値
しきい値（閾値、しきいち、英語: threshold ）あるいは閾値（いきち）は、境目となる値のこと。「閾」（しきい）の字は日本の常用漢字外である。
生理学や心理学では「いき値」が、物理学や工学では「しきい値」が、学術用語として定着している。
19世紀の生理学から精神物理学を介して現代の心理学に受け継がれる用法では、刺激の存在、あるいは刺激の量的差異を感覚するに必要な最小限の刺激値（刺激閾と弁別閾）を指す。
現代の生理学では、神経細胞が平常状態から活動状態へ転換するのに必要な最低限の電気的信号の強さの値を指す。
デジタル画像処理の分野においては、減色処理で使われる用語である。例えば、ある基準の濃度を超える色を黒、それ以外を白にする2値化処理において、この色濃度の基準（黒とするための最小限の濃度）をしきい値、閾値と呼ぶ。また、このように基準を設定して色を区別する処理のことをしきい値処理、または閾値処理と呼ぶことがある。
このほか、電子回路におけるオンオフの境界電圧や、放射線、毒物などの分野でも用いられる。

## 電子回路
電子回路の分野においては、主にデジタル回路で「高電位」と「低電位」を区別する境となる電位を指す。多くの大学の工学部のカリキュラムに組まれている。
デジタル回路では、信号線の電位がしきい値の付近にある場合、電位のごくわずかな揺らぎによって論理「H」として解釈されたり論理「L」として解釈されたりするため、正しい処理ができなくなる。さらに、CMOSによる回路ではしきい値付近の電位を入力信号線に与えると内部に大電流が流れて素子破壊の危険がある。このため、しきい値に大きな幅を持たせて、「○○ V以下ならLとする」「○○ V以上ならHとする」というように上下限が規定されていることが多い。
同じデジタル回路でも、素子の構造によってしきい値範囲は大きく異なる。このため、動作電圧が同じであってもしきい値が異なる場合には回路を直接接続することはできない。例えば、TTLのしきい値は0.8 V - 2.0 Vであるが、これをしきい値が1.0 V - 3.5 VであるCMOSと接続することはできない。ただし、CMOS標準ロジックICの場合、回路を工夫してTTLとしきい値をほぼ同一にした製品群があるため、この問題は解決されている。
このように、入力電位がしきい値範囲内になることを避けなければならないが、電気回路である限り電位の過渡状態は必ず存在し、その時間をゼロにすることはできない。特に通信線などの配線長が長い回路の場合には、配線部分の静電容量と抵抗により電位変化がゆっくりになり、しきい値範囲に入ってしまう時間が長くなることがある。
このような場合には、回路素子を工夫することにより、「低電位から高電位に変化する際のしきい値」と「高電位から低電位に変化する際のしきい値」を異なるものとする。例えば低電位が0 V、高電位が5 Vだとして、低電位から高電位に変化する際のしきい値を4 V、高電位から低電位に変化する際のしきい値を1 Vとなるようにつくられた回路で説明をしよう。入力信号が0 Vから5 Vまでゆっくりと上昇した場合、4 Vを超えるまでは「低電位である」と判断されるため、1 V付近で電位が揺らいでも問題が無い。ひとたび4 Vを超えると、今度は「高電位である」と判断されるので1 Vのしきい値を下回らない限り高電位であるという判断は変わらない。つまり、4 V付近で電位が揺らいでも問題が無い。入力信号が5 Vから0 Vに変化する場合も同様で、この回路は入力信号の揺らぎに対して安定して動作することになる。
このように工夫した入力回路は、「シュミットトリガ」や「入力ヒステリシス回路」などと呼ばれる。